# 巨化女
巨化女（Giganta），是DC漫画里的超级反派，本名多丽丝·祖尔（Doris Zuel），是神力女超人的長期敵人，能力是可以缩放体型，在变大时力量和耐力会跟着提高。她是秘密六人组（Secret Six）的成员之一。

## 人物
巨化女是DC漫畫黃金時代神奇女俠的敵人，最初登場於Wonder Woman＃9。故事中一名叫Zool的科學家用突變機器將一頭名叫Giganta的猿人變成一名紅色頭髮的強壯女人。Wonder Woman＃163中，她的故事被大幅修改，外表也由本來的野人裝扮換成金色全身服。
多丽丝·祖尔小时候因为本身血液病经常被欺负。后来她尝试找方法治愈自己因此使她有改变体型的能力。虽然其治疗方法产生一副作用包括降低她智力。起初祖尔博士在变大会失去理智，且变得野蛮与暴力。後續她可以变大后保留理智。

## 其他媒體

### 電視
- 《Super Friends》：由露絲·佛曼配音。
- 《Legends of the Superheroes》：由Aleshia Brevard所飾演。
- 《正義聯盟》：於第2季《祕密結社》中登場，由珍妮佛·海爾配音。
- 《正義聯盟無限版》：於第1季第9集《最後通牒》中登場，同為珍妮佛·海爾配音。
- 《蝙蝠俠智勇悍將》：於第3季第10集《無能為力》中登場，並無任何台詞。
- 《機器雞：DC漫畫》：由艾利克斯·布斯汀配音。
- 《DC超級英雄女孩》：由格蕾·德萊勒配音。

### 網路劇
- 《正義聯盟：神與魔年代記》：在劇中並無任何台詞。

### 電影
- 《超人/蝙蝠俠：公眾之敵》
- 《樂高電影：正義聯盟大戰反正義聯盟》
- 《樂高正義聯盟：高譚市突圍》